# Strzelanina w Magdalence
Strzelanina w Magdalence – akcja policyjna przeprowadzona w miejscowości Magdalenka (gmina Lesznowola, powiat piaseczyński, województwo mazowieckie), w wyniku której zginęło dwóch policyjnych antyterrorystów i dwóch przestępców, a siedemnastu policjantów odniosło obrażenia. Akcja została przeprowadzona w nocy z 5 na 6 marca 2003 roku. Jej celem było zatrzymanie zaliczanych do najgroźniejszych przestępców w Polsce – Roberta Cieślaka i Białorusina Igora Pikusa, członków tzw. gangu „Mutantów” z Piastowa koło Warszawy.

## Gang „Mutantów”
Grupa ta miała związek z zabójstwem policjanta, podkomisarza Mirosława Żaka (z Komendy Powiatowej Policji w Piasecznie), dokonanego w marcu 2002 roku w Parolach i przynajmniej kilkunastoma innymi morderstwami osób powiązanych z działalnością grup przestępczych, jak i członków gangu pruszkowskiego, gangu mokotowskiego, gangu piaseczyńskiego i gangu wołomińskiego na Mazowszu. W trakcie próby zatrzymania poszczególnych członków gangu zginęło kilka osób, w tym członek gangu, były policjant antyterrorysta z Warszawy Krzysztof Mrozowski używający pseudonimu „Fragles”. Jedna z najgłośniejszych mafijnych egzekucji dokonana została przez „Mutantów” w szpitalu Ministerstwa Spraw Wewnętrznych i Administracji w Warszawie, gdzie zamachowiec przebrał się za księdza. Inne zabójstwa dokonane zostały przez „Mutantów” w Pruszkowie, Walendowie koło Nadarzyna, Warszawie i okolicach Piastowa koło Warszawy.
Grupa piastowska, zwana też gangiem „Mutantów”, zrzeszająca czołowych zawodowych morderców i złodziei samochodów z Warszawy, do której należeli Igor Pikus (znany także jako Aleksander Wołodin) i Robert Cieślak, próbowała przejąć wpływy grup przestępczych z Pruszkowa, Raszyna, Janek, Ożarowa Mazowieckiego, Wołomina, Ząbek, Marek, Wyszkowa, Góry Kalwarii i poszczególnych dzielnic Warszawy. Efektem działalności gangu z Piastowa była także śmierć trzech funkcjonariuszy policji i trwały uszczerbek na zdrowiu kilkunastu innych funkcjonariuszy ze stołecznej policji.

## Przebieg akcji
Białorusin Igor Pikus vel Aleksander Wołodin i Robert Cieślak używający pseudonimu „Cieluś” za pomocą fugasów, min, granatów i innych ładunków wybuchowych zaminowali ogród przy domu znajdującego się przy ulicy Środkowej w Magdalence, w którym się ukrywali. Podczas próby zatrzymania w nocy z 5 na 6 marca 2003 roku, gdy funkcjonariusze o godzinie 00:44:24 weszli do domu, ładunki wybuchowe eksplodowały, zabijając jednego z antyterrorystów na miejscu. Przestępcy rozpoczęli ostrzał z 29 jednostek broni, pistoletów samopowtarzalnych (Glock 17, TT pw wz. 33, CZ-75 Full Auto), pistoletów maszynowych (Sa vz. 61, Uzi Mk.3, PM-98 i PM-84P), karabinków automatycznych (AKMS i AKS-74U), sztucera, strzelby (Franchi SPAS-12). W wyniku odniesionych obrażeń zmarło dwóch funkcjonariuszy z Centralnego Biura Śledczego Komendy Głównej Policji: na miejscu zginął podkomisarz Dariusz Marciniak (ur. 1973), a w szpitalu zmarł dowodzący akcją komisarz Marian Szczucki (ur. 1967). 17 innych funkcjonariuszy odniosło obrażenia.
W wyniku walki wybuchł pożar, budynek częściowo się zawalił i spłonął. Przestępcy zmarli na skutek zatrucia tlenkiem węgla. Igor Pikus i Robert Cieślak nie zostali postrzeleni wbrew temu, co twierdzili policjanci, którzy brali udział w akcji – sekcja zwłok nie wykazała ran postrzałowych na zwłokach żadnego z przestępców. Kilku policjantów po akcji w Magdalence w wyniku szoku porzuciło na zawsze służbę w formacjach policyjnych. Spekulowano na temat służby Igora Pikusa w jakiejś formacji sił specjalnych Związku Radzieckiego, specnazie KGB, specnazie wojsk podległych Głównemu Zarządowi Wywiadowczemu (GRU). Przestępcy byli doświadczonymi użytkownikami broni, mającymi znaczne zdolności w posługiwaniu się nią i w prowadzeniu ognia.
W operacji prowadzonej w Magdalence uczestniczyli funkcjonariusze z Wydziału Terroru Kryminalnego Komendy Stołecznej Policji oraz Wydziału Bojowego Zarządu Wsparcia Bojowego Centralnego Biura Śledczego Komendy Głównej Policji. W sumie było tam według przekazów 23 policjantów. Prawdopodobnie w chwili wejścia na teren posesji funkcjonariusze zostali zauważeni, gdyż na górze włączono światło, a zaraz potem je zgaszono. Istnieje teoria mówiąca o tym, że przestępców mógł wspierać ktoś z policji, dzięki czemu około miesiąca wcześniej Robert Cieślak uciekł w lesie z taksówki, która była obserwowana. Do dziś nie wyjaśniono wątku współpracy bandytów z informatorem w policji. Funkcjonariusze Centralnego Biura Śledczego z Wrocławia mieli dużo informacji na temat Igora Pikusa, m.in.: to, że dokonał co najmniej 7 zabójstw na zlecenie, na Białorusi dokonał zamachu bombowego na dom, w którym znajdował się milicjant ze swoją żoną. Podczas jednego z gangsterskich spotkań, które miało miejsce w Piastowie koło Warszawy, do którego się przeprowadził, poznał Roberta Cieślaka i Jerzego Wojciecha Brodowskiego vel Szurygę „Mutanta” zwanego także „Jurijem z Piastowa”. Z czasem wszyscy trzej mieszkańcy Piastowa zajmowali według funkcjonariuszy z Komendy Głównej Policji pierwsze trzy miejsca wśród najbardziej poszukiwanych przestępców w Polsce. Poszczególne dalsze miejsca zajmowali inni zawodowi mordercy z Piastowa, niesławnego z najgroźniejszego gangu w Polsce.

## Następstwa klęski
W wyniku zdarzenia Policja stworzyła Biuro Operacji Antyterrorystycznych Komendy Głównej Policji, przeprowadziła rozmaite szkolenia policjantów przeznaczonych do zatrzymań celowych i do zwalczania terroru. Uzbrojono policjantów i wyposażono w środki adekwatne do przeprowadzania takich realizacji. Przeszkolenie i doposażenie objęło także Samodzielny Pododdział Antyterrorystyczny Policji. Przyjęto system planowania operacji.

## Procesy

### Pierwszy proces
Od października 2005 roku trwał proces w sprawie trzech policjantów, którzy zostali oskarżeni o niedopełnienie obowiązków przy planowaniu i przeprowadzeniu akcji oraz o nieumyślne sprowadzenie niebezpieczeństwa dla życia i zdrowia antyterrorystów. Akt oskarżenia obejmował naczelnika wydziału do spraw walki z terrorem kryminalnym Komendy Stołecznej Policji mł insp. Grażynę Biskupską, dowódcę pododdziału antyterrorystycznego Komendy Głównej Policji mł. insp. Kubę Jałoszyńskiego, oraz zastępcę Komendanta Stołecznego Policji insp. Jana P. Żadnemu z członków gangu „Mutantów” do 2012 roku nie udało się udowodnić zabójstwa żadnego z policjantów. Członkowie gangu „Mutantów” z Piastowa zostali oskarżeni o jedno zabójstwo, szefa grupy przestępczej z Marek koło Warszawy, Andrzeja Cz. ps. „Kikir”.
Szczegóły sprawy sąd utajnił. Wśród najczęściej wymienianych przez media zarzutów był brak odpowiedniego rozpoznania, brak policyjnych strzelców wyborowych, brak czekającej karetki pogotowia ratunkowego. W trakcie procesu przesłuchano ponad 100 osób. W czerwcu 2006 roku sąd okręgowy uniewinnił troje oskarżonych przełożonych policjantów.
W rezultacie strzelaniny, do której doszło w Magdalence, policyjne oddziały antyterrorystyczne zmieniły taktykę oraz otrzymały nowe uzbrojenie, m.in. samochody opancerzone AMZ Dzik.
5 kwietnia 2007 roku sąd apelacyjny zdecydował o tym, że przesłucha dwóch świadków – funkcjonariuszy oddziału antyterrorystycznego. 6 czerwca 2007 roku sąd apelacyjny uchylił wyrok wydany przez sąd okręgowy uniewinniający troje policjantów. Sprawa została ponownie skierowana do rozpatrzenia.

### Drugi proces
W drugim procesie na ławie oskarżonych zasiedli ponownie dowódcy: młodszy inspektor Grażyna Biskupska (obecnie naczelnik w Centralnym Biurze Śledczym), młodszy inspektor Kuba Jałoszyński (obecnie prof. dr hab. nauk wojskowych, wykładowca w Wyższej Szkole Policji w Szczytnie) oraz inspektor Jan P. Prokurator zarzucił im niedopełnienie obowiązków, a przez to narażenie członków grupy szturmowej na niebezpieczeństwo i śmierć oraz zażądał dla nich kar po dwa lata pozbawienia wolności z warunkowym zawieszeniem wykonania kary na okres próby pięciu lat. Obrońcy oskarżonych wnioskowali o uniewinnienie. Proces zakończył się 23 lipca 2010 roku. W wyroku z dnia 28 lipca 2010 roku Sąd Okręgowy w Warszawie uniewinnił troje policjantów oskarżonych o niedopełnienie obowiązków podczas akcji.

## Wydarzenie w kulturze
Akcja policyjna, jak i poprzedzające ją wydarzenia, zostały przedstawione w drugim sezonie polskiego serialu telewizyjnego Pitbull. Reżyser Patryk Vega do udziału w kręceniu scen w Magdalence zaprosił również prawdziwych policjantów, biorących udział w wydarzeniu, jak i autentycznych przestępców.  W 2017 roku ukazała się powieść pt. „Punkt Barana”, w której autor, Aleksander Sowa zawarł zbeletryzowany opis tej akcji. Fabuła powieści zawiera ponadto odniesienia do jej uczestników oraz dowodzących i liczne wątki związane z akcją. Zdaniem czytelników, również fragment innej, późniejszej książki tego autora pt. „Wenus umiera” do złudzenia przypomina tę akcję.   